# Zgodovina Balkana
Zgodovina Balkana je zgodovina Balkanskega polotoka. Ponavadi štejemo za del Balkana Hrvaško, Srbijo, Bosno in Hercegovino, Črno goro, Severno Makedonijo, Albanijo, Grčijo in Bolgarijo, občasno in delno pa tudi Slovenijo, Romunijo in Turčijo.

## Od 2000 do danes
Grčija je članica Evropske unije od leta 1981. Grčija je tudi uradna članica Evroobmočja in Zahodnoevropske unije. Slovenija in Ciper sta članici EU od leta 2004, Bolgarija in Romunija pa sta se EU pridružili leta 2007. Hrvaška se je pridružila EU leta 2013. Tudi Severna Makedonija je leta 2005 dobila status kandidatke pod začasnim imenom Nekdanja jugoslovanska republika Makedonija (FYROM), druge balkanska države so izrazile željo po pridružitvi EU, vendar v prihodnosti.
Grčija je članica NATA od leta 1952. Leta 2004 so Bolgarija, Romunija in Slovenija postale članice NATA. Hrvaška in Albanija sta se leta 2009 pridružili NATU.
Leta 2006 je Črna gora razglasila neodvisnost od države Srbije in Črne gore.
Hrvaška je 17. oktobra 2007 postala nestalna članica Varnostnega sveta Združenih narodov za obdobje 2008-2009, medtem ko je Bosna in Hercegovina postala nestalna članica za obdobje 2010-2011.
Kosovo je 17. februarja 2008 dobesedno razglasilo neodvisnost od Srbije. Do danes je delno priznana država.
Od gospodarske krize leta 2008 so države nekdanje Jugoslavije začele sodelovati na podobni ravni kot v Jugoslaviji. Izraz »Jugosfera« je skoval tednik The Economist, potem ko je bil ustvarjen regionalni vlak »Cargo 10«.